# DR 2
La DR 2 è un'utilitaria compatta del segmento B prodotta dalla casa automobilistica italiana DR Automobiles dal 2010 al 2014.

## Contesto
Presentata la salone dell'automobile di Ginevra 2010 viene prodotta in Cina come Chery A1. La DR 2 è una piccola cinque porte delle dimensioni, grosso modo, di una Fiat Panda, anche se è leggermente più lunga, tre metri e 70.
Il motore è per tutte le versioni un quattro cilindri di 1.3 litri - con potenze da 75 a 83 CV a seconda dell'alimentazione - abbinato a un cambio manuale a cinque marce. Secondo il costruttore, i consumi si attestano sui 5,8 litri/100 km di benzina. La dr2 era disponibile in un unico allestimento full optional, che comprende tutto, dalla vernice metallizzata ai cerchi di lega, dal climatizzatore ai sensori di parcheggio posteriori, ma i sistemi di sicurezza lasciano un po' a desiderare, la DR2 offre solo ABS e airbag frontali.
La macchina viene prodotta in Cina poi viene portata in Italia dove la DR si occupa delle ultimi fasi dell'assemblaggio e di una revisione generale dell'autovettura migliorando soprattutto le rifiniture interne, la verniciatura della carrozzeria e l'impianto elettrico. In particolare i paraurti vengono montati in Italia insieme alle cromature esterne applicate lungo le cornici dei finestrini e vengono riomologati i sistemi di sicurezza per rispettare gli standard di omologazione richiesti dall'Unione europea.

## Evoluzione
La produzione termina nel corso del 2014, a seguito delle serie difficoltà economiche che hanno costretto la DR Motors a rinunciare allo stabilimento ex-Fiat di Termini Imerese e agli aiuti pubblici che ne avrebbero accompagnato l'acquisizione. Negli ultimi mesi la produzione avveniva solo se i concessionari della marca pagavano in anticipo ogni vettura ordinata. Si trattava, in sostanza, di una produzione "su misura" alquanto anomala che si trascinò a fatica per la sopravvenuta crisi (poi superata) dell'azienda molisana.

## Motorizzazioni
La dr2 ha tre motori, tutti di origini cinesi: un benzina 1.3 Ecopower 16 valvole che fa 0/100 in 12,5 secondi, un 1.3 benzina/gpl Ecopower e un 1.3 metano Ecopower. Tutte le motorizzazioni sono omologate Euro 4 e sono abbinate ad un cambio manuale a cinque rapporti.
| Modello                 | Disponibilità | Motore                              | Cilindrata cm³ | Potenza       | Coppia massima          | Emissioni CO2 (g/Km) | 0–100 km/h (secondi) | Velocità max (Km/h) |
| 1.3 16V Ecopower        | dal debutto   | 4 cilindri in linea, Benzina        | 1.297          | 61 kW (83 CV) | 114 N·m @6.000 giri/min | 138                  | 12,5                 | 157                 |
| 1.3 16V Ecopower GPL    | dal debutto   | 4 cilindri in linea, Benzina-GPL    | 1.297          | 60 kW (82 CV) | 114 N·m @5.500 giri/min | 119                  | 13,0                 | 155                 |
| 1.3 16V Ecopower Metano | dal debutto   | 4 cilindri in linea, Benzina-Metano | 1.297          | 55 kW (75 CV) | 114 N·m @5.500 giri/min | 103                  | 14,0                 | 147                 |